# Клери Пти
Клери Пти (фр. Cléry-Petit) насеље је и општина у североисточној Француској у региону Лорена, у департману Меза која припада префектури Верден.
По подацима из 2011. године у општини је живело 196 становника, а густина насељености је износила 42,79 становника/km². Општина се простире на површини од 4,58 km². Налази се на средњој надморској висини од 200 метара (максималној 273 m, а минималној 172 m).

## Демографија
| 1962. | 1968. | 1975. | 1982. | 1990. | 1999. | 2011. |
| ----- | ----- | ----- | ----- | ----- | ----- | ----- |
| 184   | 213   | 221   | 217   | 190   | 204   | 196   |

График промене броја становника у току последњих година